# Philodromus bigibbus
Philodromus bigibbus là một loài nhện trong họ Philodromidae.
Loài này thuộc chi Philodromus. Philodromus bigibbus được Octavius Pickard-Cambridge miêu tả năm 1876.